# Breskens

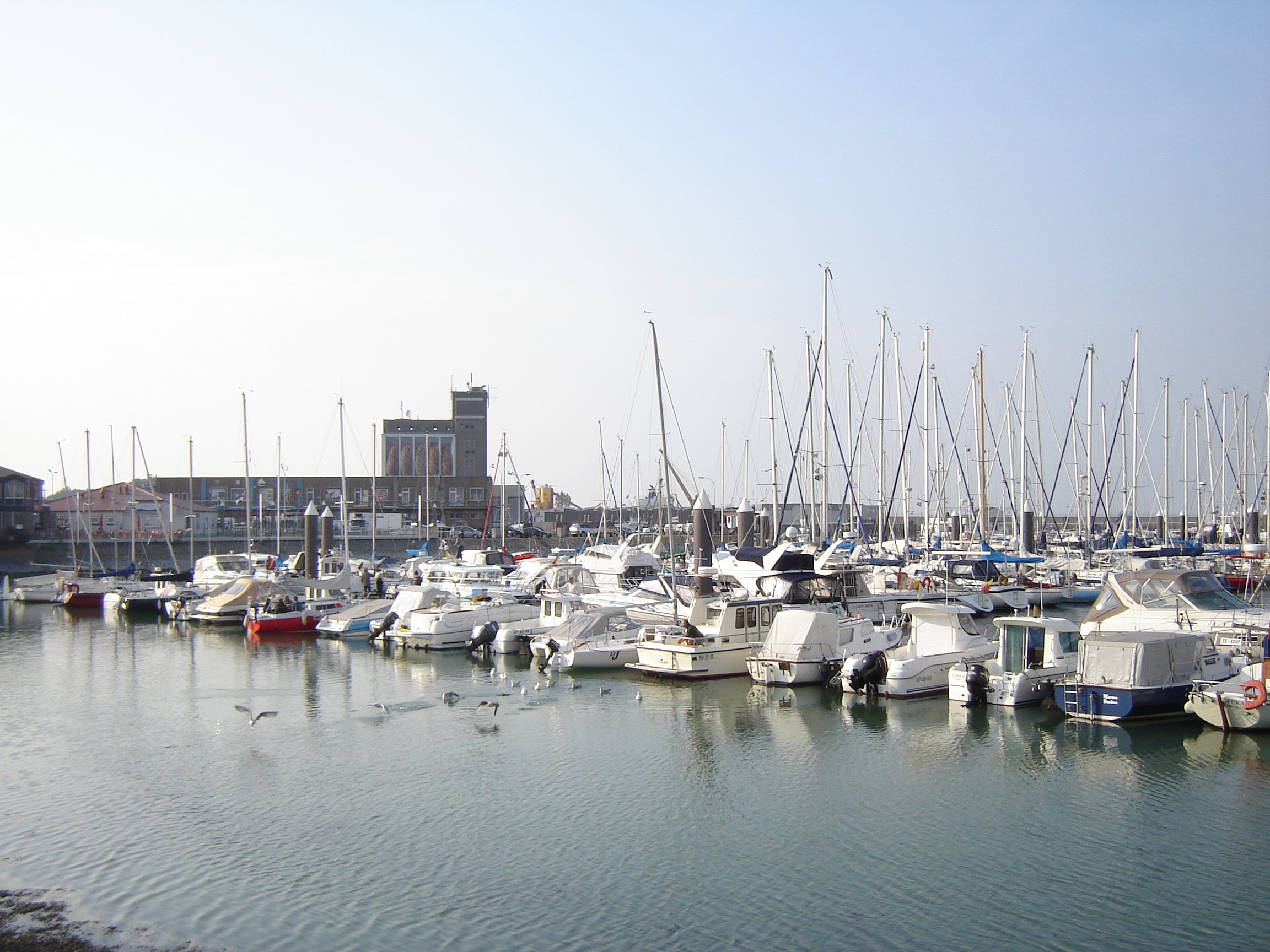
Jachthaven in Breskens

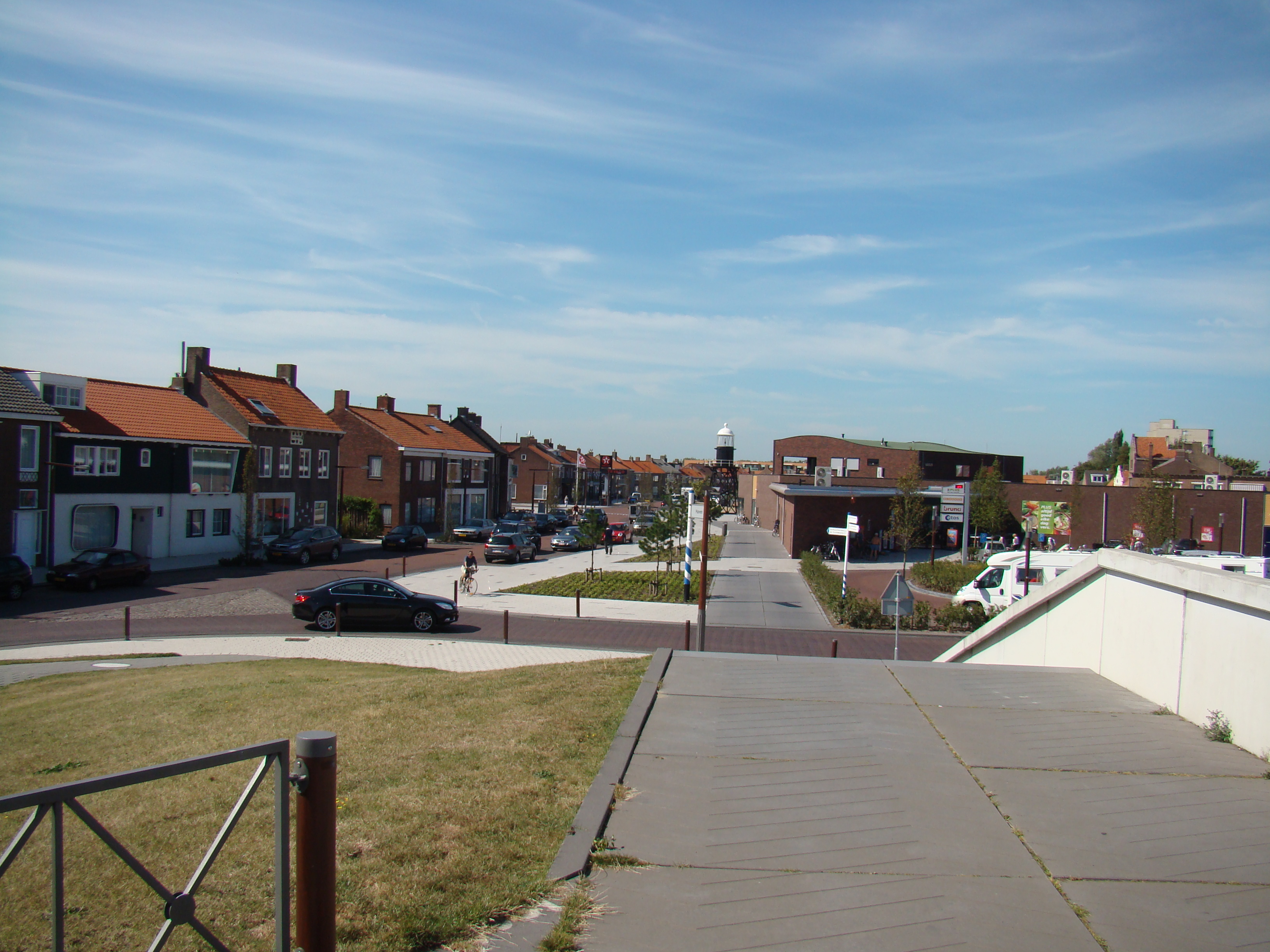
Sicht auf Breskens

Das Hafenstädtchen Breskens (im lokalen seeländischen Dialekt: Bresjes) ist der nördlichste Ortsteil der Gemeinde Sluis in Zeeuws Vlaanderen, Provinz Zeeland, Niederlande an der Scheldemündung in die Nordsee. Der Ort hatte Anfang 2024 4.600 Einwohner, die Bressiaanders oder lokal Bressiaonders genannt werden.

## Sehenswürdigkeiten
- Fischereimuseum im Yachthafen
- Molen van Risseeuw
- Leuchtturm Nieuwe Sluis
- Küsten-Panoramastraße, die entlang des Deiches Richtung Süden verläuft mit gutem Seeblick

Zudem existiert ein landschaftlich sehr reizvoller Radweg entlang der Küste nach Cadzand.

## Wirtschaft
Breskens wurde um 900 n. Chr. als Agrargemeinschaft gegründet. Im 19. Jahrhundert gab es lediglich einen primitiven Handelshafen, welcher aus einem langen Anleger bestand, wobei das Becken bereits damals regelmäßig ausgebaggert werden musste. Zu jener Zeit wurde für den regionalen Verbrauch gefischt und es wurden keine Netze verwendet. Erst Anfang des 20. Jahrhunderts kam der kommerzielle, koordinierte Fischfang für den Export als Wirtschaftssektor hinzu, welcher Anfang der 50er-Jahre seinen wirtschaftlichen Höhepunkt fand. Kurz nachdem die Stadt am 11. September 1944 durch Bombardierung fast vollständig zerstört worden war, lebten einige ihrer Bürger daher im materiellen Überfluss durch den Hering. Doch bereits kurze Zeit darauf waren die fatalen Folgen für den Fischbestand spürbar. Dadurch nahm auch die Rentabilität der Kutter schnell ab. Durch die Nähe zu vielen Stränden bildet der Tourismus seitdem auch eine wichtige Einkommensquelle.
Ein Höhepunkt des Jahres ist das zweitägige Fischereifest, das alljährlich Mitte August tausende Touristen und Bewohner Zeelands anzieht.

## Verkehr
Der Pkw-Autofährenbetrieb wurde im März 2003 mit Eröffnung des Westerscheldetunnels eingestellt. Für Fußgänger, Rad- und Mofafahrer existiert weiterhin eine regelmäßige Fährverbindung durch zwei Katamaran-Schnellfähren von Veolia Transport Fast Ferries nach Vlissingen.

## Geboren in Breskens
- Willem van Hanegem (* 20. Februar 1944), Fußballspieler und Trainer
- Marc Calon (* 18. Januar 1959), Politiker

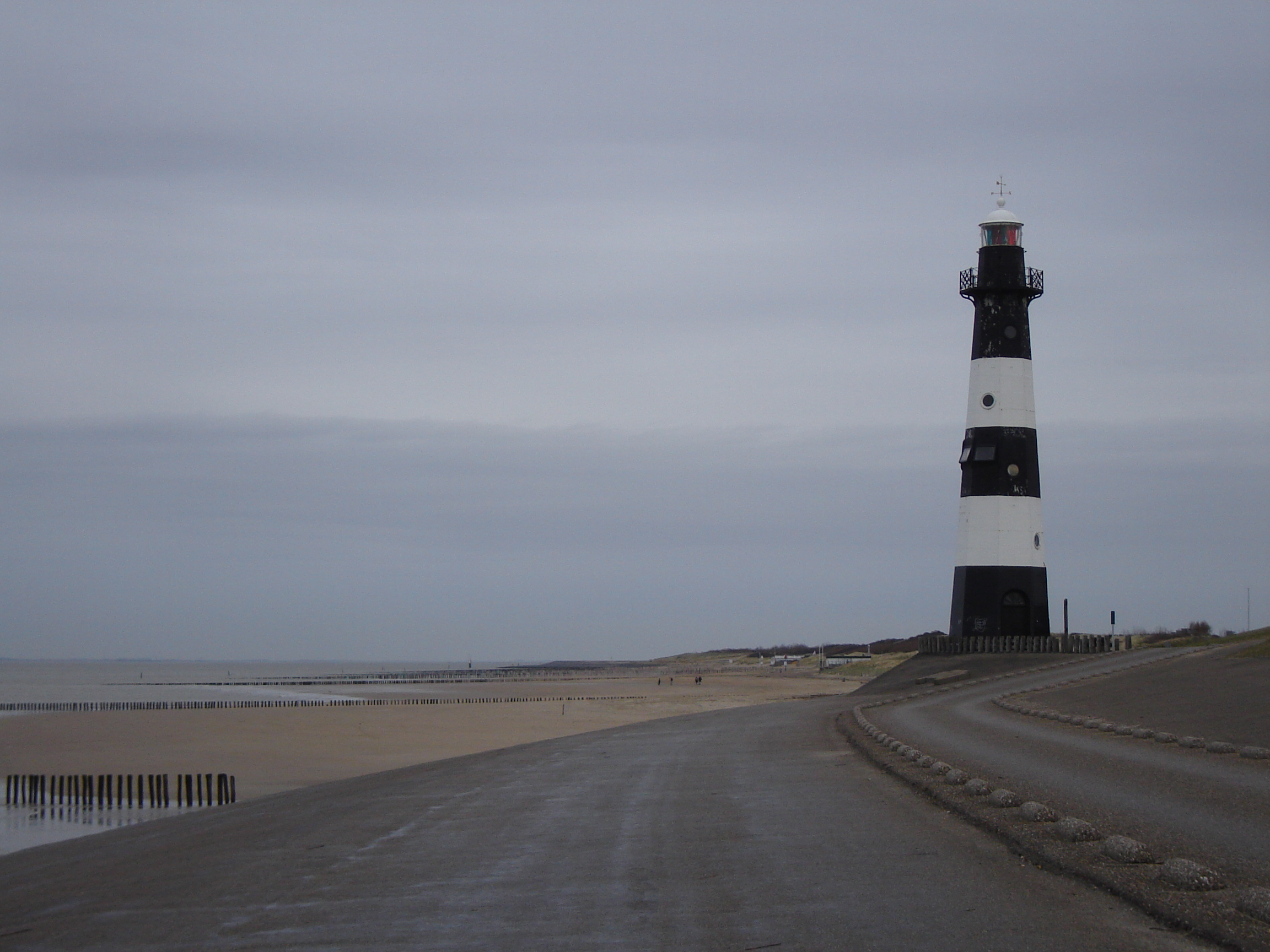
Leuchtturm Nieuwe Sluis am Strand von Breskens, westlich vom Ortskern